# Claude Peyret
Pour les articles homonymes, voir Peyret.
Claude Peyret, né le 18 juillet 1925 à Hussein Dey (Algérie) et mort le 7 juillet 1975 à Brigueil-le-Chantre (Vienne), est un homme politique français. Résistant et médecin, il est, dans les annés 70, l'auteur d'un texte de loi précédant la loi Veil mais finalement non voté proposant une libéralisation de l'avortement.

## Biographie
Fils d'un officier, il s'engage dans la résistance intérieur pendant la Seconde Guerre mondiale, puis dans l’armée à la Libération. Il est décoré de la croix de guerre 1939-1945, de la croix du combattant volontaire de la Résistance, de la médaille du combattant et celle des engagés volontaires. 
Médecin, il s'installe à Brigueil-le-Chantre. Gaulliste, il s'engage auprès des Républicains sociaux de Jacques Chaban-Delmas. Il devient conseiller général du canton de La Trimouille en 1955, député de la troisième circonscription de la Vienne en novembre 1958 et maire de Brigueil-le-Chantre en 1961. Inscrit au groupe U.D.R., il était un député actif, spécialiste des questions sanitaires et rurales. Il est rapporteur du projet de loi portant réforme hospitalière, texte qui définit le service public hospitalier. Il devient à partir de 1972  vice-président de la commission des affaires culturelles, familiales et sociales.
Après l'élection présidentielle de 1974, il s'oppose à Jacques Chirac. Il fonde en juillet 1974 le centre d'études Égalité et Libertés pour rapprocher gaullistes et centre gauche. Il décède en 1975 d'une crise cardiaque et est remplacé par Arnaud Lepercq.

## Proposition de loi sur l'IVG
Il est l'auteur, en juillet 1970, d'un texte de loi dit Loi Peyret, portant sur l'interruption de grossesse, en élargissant les conditions d'accès à l'avortement thérapeutique en cas de viol. Ce texte de loi, qui n'a toutefois jamais été voté, précède de plusieurs années la loi Veil légalisant l'avortement en France. En 1974, il rapporte son expérience dans le livre Avortement : pour une loi humaine.

## Détail des fonctions et des mandats
Mandats parlementaires
- 30 novembre 1958 - 9 octobre 1962 : Député de la 3e circonscription de la Vienne
- 25 novembre 1962 - 2 avril 1967 : Député de la 3e circonscription de la Vienne
- 5 mars 1967 - 30 mai 1968 : Député de la 3e circonscription de la Vienne
- 23 juin 1968 - 1er avril 1973 : Député de la 3e circonscription de la Vienne
- 11 mars 1973 - 7 juillet 1975 : Député de la 3e circonscription de la Vienne